# Thomas L. Hankins
Thomas Leroy Hankins (* 9. September 1933 in Lawrence, Kansas) ist ein US-amerikanischer Wissenschaftshistoriker. Er war Professor an der University of Washington.
Hankins studierte an der Yale University Physik mit dem Bachelor-Abschluss 1956, an der Harvard University mit einem M.A.T. (Master of Arts in Teaching) 1958 und wurde 1964 an der Cornell University in Geschichte promoviert. Ab 1964 war er Assistant Professor, ab 1969 Associate Professor und ab 1975 Professor an der University of Washington. 1971 bis 1973 war er dort stellvertretender Vorsitzender der Fakultät für Geschichtswissenschaft. 2000 ging er in den Ruhestand.
Hankins befasste sich insbesondere mit theoretischer Physik im 18. und 19. Jahrhundert, wobei er Biographien von William Rowan Hamilton und Jean-Baptiste le Rond d’Alembert verfasste, und das Verhältnis von Wissenschaft und Aufklärung.
1976 bis 1980 war er Mit-Herausgeber von Isis und er war Mit-Herausgeber von Osiris. 1983 bis 1985 leitete er das nationale US-Komitee der International Union of the History and Philosophy of Science.
1998 erhielt er die George-Sarton-Medaille.

## Schriften
- Science and the Enlightenment, Cambridge University Press 1985
- Jean d’Alembert: Science and the Enlightenment, Oxford: Clarendon Press 1970, Gordon and Breach 1990
- Sir William Rowan Hamilton, The Johns Hopkins University Press, 1980, 2004
- Artikel William Rowan Hamilton in Dictionary of Scientific Biography
- mit Robert Silverman: Instruments and the Imagination, Princeton University Press 1995